# The Haining

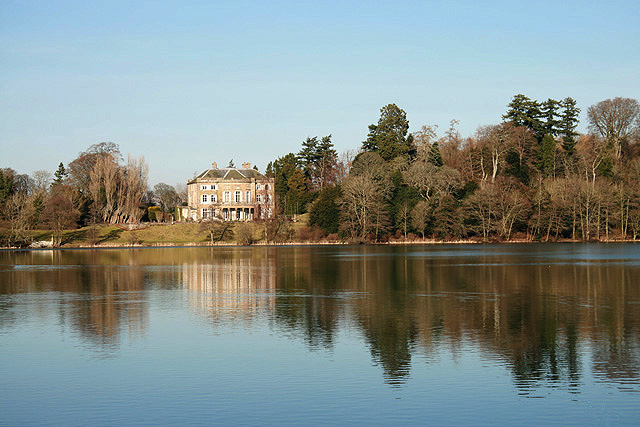
The Haining

The Haining, auch Haining House, ist ein palladianisches Herrenhaus. Es liegt am Südrand der schottischen Kleinstadt Selkirk direkt am Nordufer des Haining Loch in der Council Area Scottish Borders. 1971 wurde das Bauwerk in die schottischen Denkmallisten in der höchsten Denkmalkategorie A aufgenommen. Die zugehörigen Stallungen sind eigenständig als Kategorie-A-Bauwerk klassifiziert. Zuletzt ist das Gesamtanwesen im schottischen Register für Landschaftsgärten verzeichnet. In zwei von sieben Kategorien wurde das höchste Prädikat „herausragend“ verliehen.

## Geschichte
Nahe dem heutigen Herrenhaus wurde um 1119 die Motte Selkirk Castle errichtet, die auf Grund ihrer grenznahen Lage in den Anglo-Schottischen Kriegen mehrfach angegriffen und beschädigt wurde. 1334 wurde die Festung zerstört. Die Bezeichnung „Haining“ taucht erstmals 1463 auf, als der Clan Scott die Ländereien hielt. Um 1507 erhielt John Scott die Erlaubnis zur Bebauung des Grundstücks. Es wurde ein Bauernhof westlich des heutigen Hauses errichtet, der im Laufe des Jahrhunderts florierte und erweitert wurde. Lawrence Scott veräußerte The Haining 1625 an Andrew Riddell. Andrew Pringle erwarb das Anwesen im Jahre 1701 für seinen zweiten Sohn John Pringle, den späteren Lord Haining. Im Folgejahr erwirkte dieser die Verschmelzung von The Haining und Burn Mill zu einer Baronie. Möglicherweise war es John Pringle, der dort eine Villa errichten ließ, die schließlich 1944 niederbrannte.
Mark Pringle legte mit dem Bau eines georgianischen Herrenhauses den Grundstein zu The Haining. Im Jahre 1819 wurde der Architekt Archibald Elliott mit der Erweiterung des Gebäudes beauftragt. Die Arbeiten umfassten auch eine stilistische Überarbeitung im klassizistischen palladianischen Stil. 1939 wurde das Anwesen in 40 Flurstücke unterteilt und diese separat veräußert. Während des Zweiten Weltkriegs wurde The Haining militärisch genutzt. 1959 kaufte die Familie Pringle-Pattison das Anwesen zurück. In seinem Testament vermachte der letzte Erbe The Haining 2009 der Stadt Selkirk.

## Stallungen

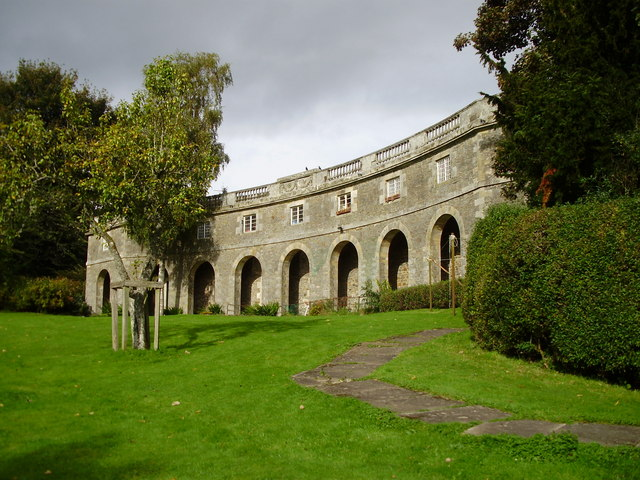
Stallungen von The Haining

Die westlich des Herrenhauses gelegenen Stallungen wurden um 1820 nach einem Entwurf Archibald Elliotts erbaut. Die klassizistische Gestaltung spiegelt John Pringles exzentrischen Geschmack wider. Die Gebäudegruppe besteht aus zwei Elementen. Einem U-förmigen Gebäude an der Nordseite sowie einem gerundeten Abschluss an der Südseite, welcher den See überblickt. Dorische Säulen flankieren den streng klassizistisch gestalteten Torweg an der Nordseite. Den Schlussstein des rundbögigen Torwegs ziert ein Pferdekopf.